# Impure Wilhelmina
Impure Wilhelmina est un groupe de post-metal suisse, fondé à Genève en 1996 par le chanteur, guitariste et compositeur Michael Schindl.

## Discographie
- s/t (7", 1996)
- Undressing your Soul (Ep, 1998)
- Afraid (album, 1999)
- 442 (split avec Ordeal, 2001)
- I can't believe I was born in July (album, 2003)
- L'amour, la mort, l'enfance perdue (album, 2005, Space Patrol Records)
- Prayers and Arsons (album, 2008)
- Black Honey (album, 2014)
- Radiation (album, 2017, Season of Mist)
- Antidote (album, 2021, Season of Mist)